# Pacific (Washington)
Pacific és una població dels Estats Units a l'estat de Washington. Segons el cens del 2000 tenia 5.527 habitants.

## Demografia
Segons el cens del 2000, Pacific tenia 5.527 habitants, 1.992 habitatges, i 1.444 famílies. La densitat de població era de 833,6 habitants per km².
Dels 1.992 habitatges en un 44,2% hi vivien nens de menys de 18 anys, en un 49,8% hi vivien parelles casades, en un 15,3% dones solteres, i en un 27,5% no eren unitats familiars. En el 19,8% dels habitatges hi vivien persones soles el 3,2% de les quals corresponia a persones de 65 anys o més que vivien soles. El nombre mitjà de persones vivint en cada habitatge era de 2,77 i el nombre mitjà de persones que vivien en cada família era de 3,16.
Per edats la població es repartia de la següent manera: un 31,2% tenia menys de 18 anys, un 9,5% entre 18 i 24, un 35,2% entre 25 i 44, un 18,7% de 45 a 60 i un 5,4% 65 anys o més.
L'edat mediana era de 31 anys. Per cada 100 dones de 18 o més anys hi havia 98,9 homes.
La renda mediana per habitatge era de 45.673 $ i la renda mediana per família de 47.694 $. Els homes tenien una renda mediana de 36.594 $ mentre que les dones 28.301 $. La renda per capita de la població era de 18.228 $. Aproximadament el 7,9% de les famílies i el 10,8% de la població estaven per davall del llindar de pobresa.

## Poblacions més properes
El següent diagrama mostra les poblacions més properes.